# Park Belle Isle
Park Belle Isle – park położony na wyspie Belle Isle w stanie Michigan, znajdującej się na rzece Detroit pomiędzy Stanami Zjednoczonymi a Kanadą, obejmujący powierzchnię 397 hektarów. Park jest własnością miasta Detroit i ma rangę parku stanowego, zarządzanego przez stanowy Urząd Zasobów Naturalnych.
Na wyspie znajdują się trzy jeziora, akwarium, ogród zimowy, ogród zoologiczny, klub jachtowy, fontanna Jamesa Scotta, muzeum Wielkich Jezior, posterunek straży przybrzeżnej, pole golfowe i szereg pomników, plaża o długości 800 metrów.
Pod względem powierzchni Park Belle Isle jest większy od Central Park w Nowym Jorku; zaprojektowany został przez tego samego architekta, Fryderyka Olmsteda.

## Historia

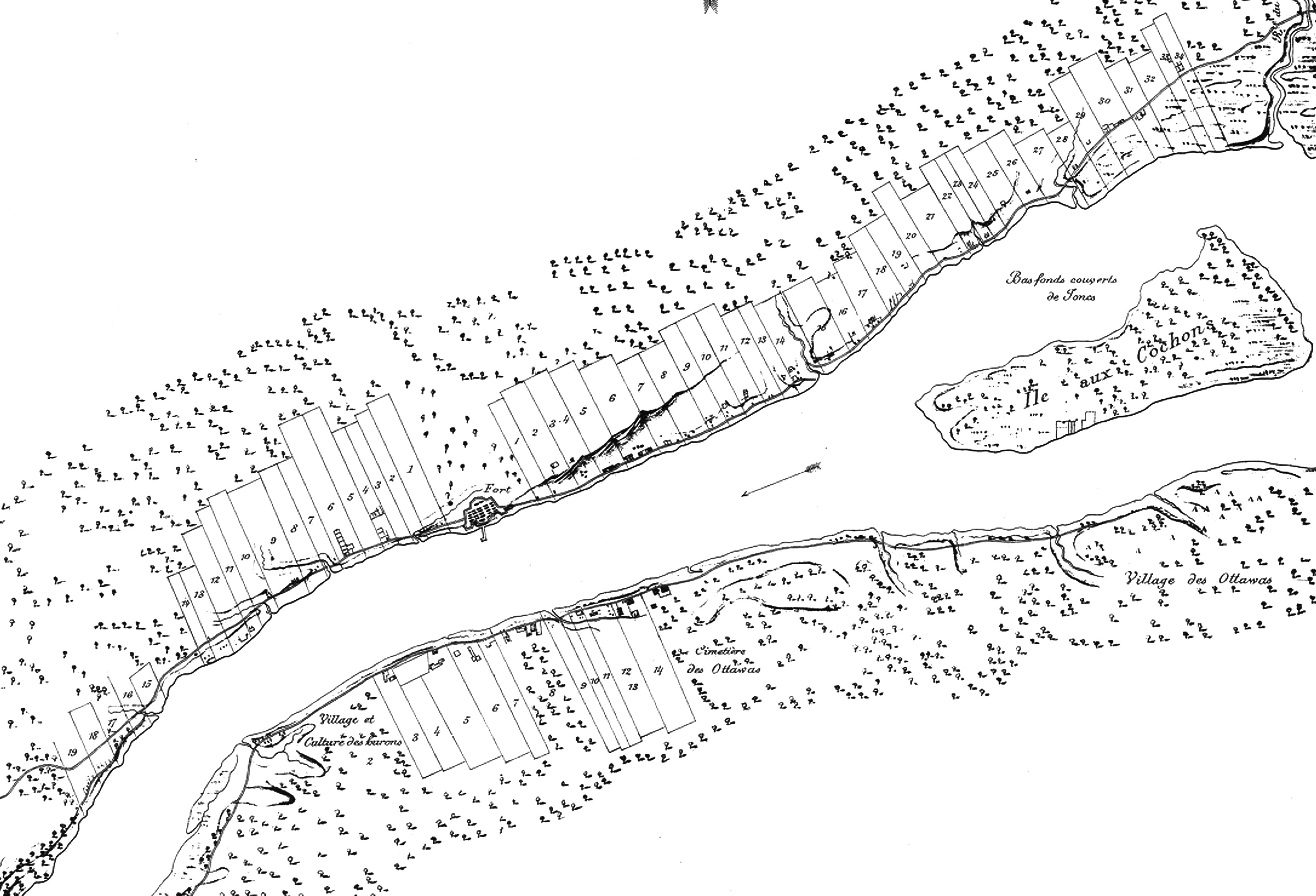
„Wyspa Świń” na francuskiej mapie z 1796 roku

Wyspę zamieszkali w XVIII francuscy koloniści, którzy nazwali ją „Wyspą Świń”. Nazwę zmieniono w 1845 roku na Belle Isle, dla uczczenia Isabelle Cass, córki ówczesnego gubernatora wyspy Lewisa Cassa.
Belle Isle związana jest z opowieścią o powstaniu elektrycznego rozrusznika do samochodów. Pewnej nocy w roku 1908 Byron Carter, właściciel samochodowej firmy Cartercar, zatrzymał się na wyspie Belle, aby pomóc prowadzącej swojego Cadillaca kobiecie, która nie mogła zapalić zatrzymanego silnika. Carter zapuścił silnik, jednak rękojeść korby uderzyła i złamała mu szczękę, co doprowadziło do zakażenia i śmierci. Poruszony tym wypadkiem twórca firmy Cadillac, Henry Leland zatrudnił Charlesa Ketteringa (założyciela firmy Delco), który skonstruował elektryczny rozrusznik silników spalinowych, wkrótce powszechnie instalowanych w samochodach.
Podczas II wojny światowej park służył jako pole manewrów amerykańskiej floty i piechoty morskiej, a mieszkańcy Detroit mogli podziwiać inscenizacje inwazji na wyspę Iwo Jima.
Fontannę Jamesa Scotta zaprojektował znakomity amerykański architekt Cass Gilbert, którego dziełem jest także m.in. budynek Sądu Najwyższego Stanów Zjednoczonych. Na wschodnim końcu wyspy znajduje się jedyna w Stanach Zjednoczonych zbudowana z marmuru latarnia morska poświęcona pamięci Williama Livingstone’a.
Od końca XIX wieku do początków XXI wieku wyspę zamieszkiwało duże stado danieli. W wyniku chorób liczebność stada spadła i w roku 2004 ostatnie osobniki zostały przemieszczone do ogrodu zoologicznego w Detroit.
Gdy w roku 2013 miasto Detroit ogłosiło bankructwo, stan Michigan przejął zarządzanie wyspą i utworzył na niej park stanowy. Belle Isle jest najczęściej odwiedzanym parkiem w stanie Michigan, w roku 2016 odwiedziło go 4 miliony osób.

## Atrakcje
Projekt zagospodarowania wyspy z lat 1880. nie został w pełni zrealizowany. Kasyno służy raczej imprezom pożytku publicznego, a nie uprawianiu hazardu. W parku odbywają się wyścigi samochodowe, festiwale muzyki rozrywkowej, zawody sportowe. W 1904 roku otwarto ogród zimowy zawierający największą w Stanach Zjednoczonych publiczną kolekcję orchidei, a także okazy bananów, pomarańczy, kawowców, trzciny cukrowej i kaktusów. Muzeum Wielkich Jezior ma największą na świecie kolekcję modeli statków; w zbiorach muzeum znajduje się też kotwica legendarnego statku SS Edmund Fitzgerald.

## Galeria

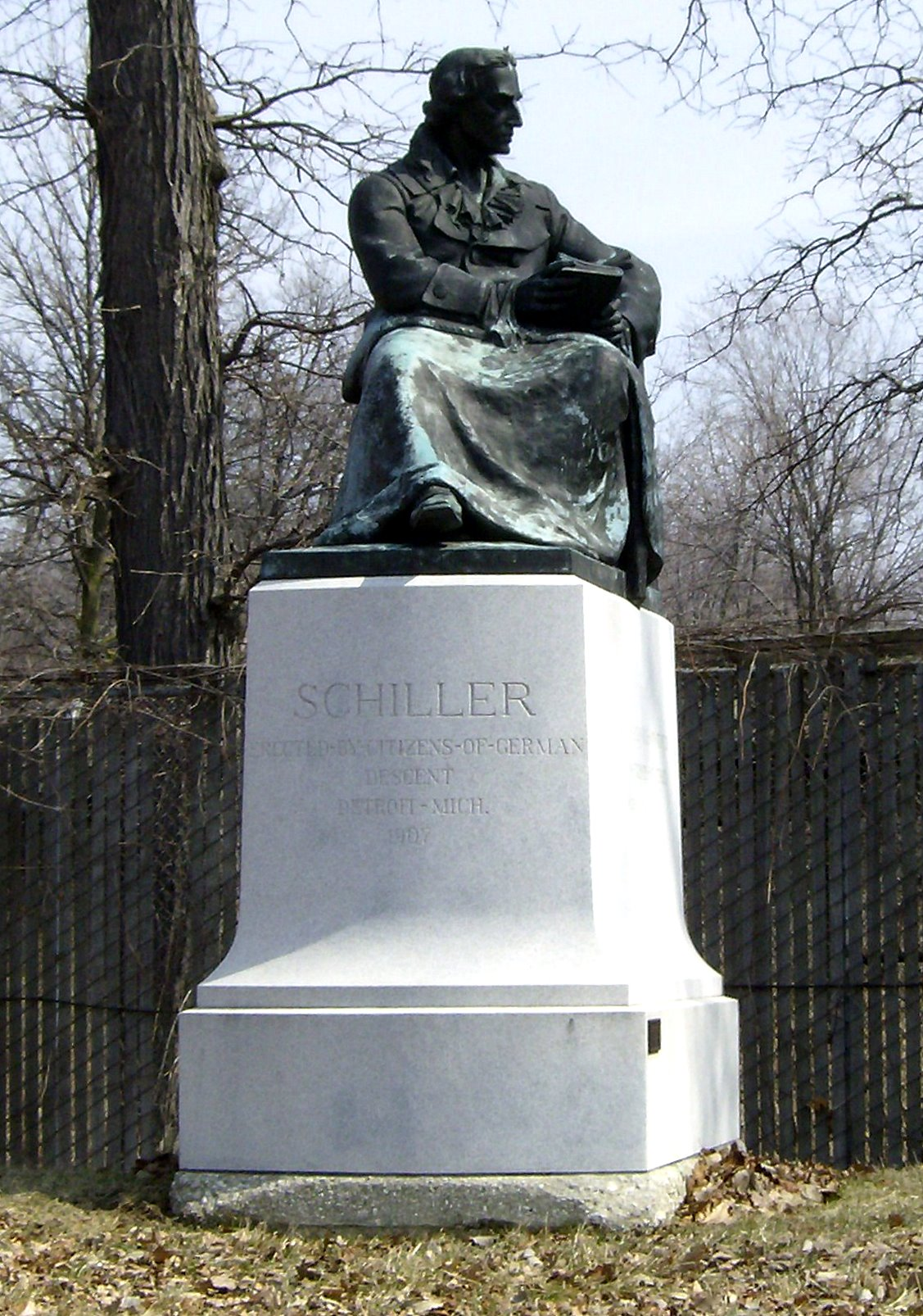
Pomnik Fryderyka Schillera
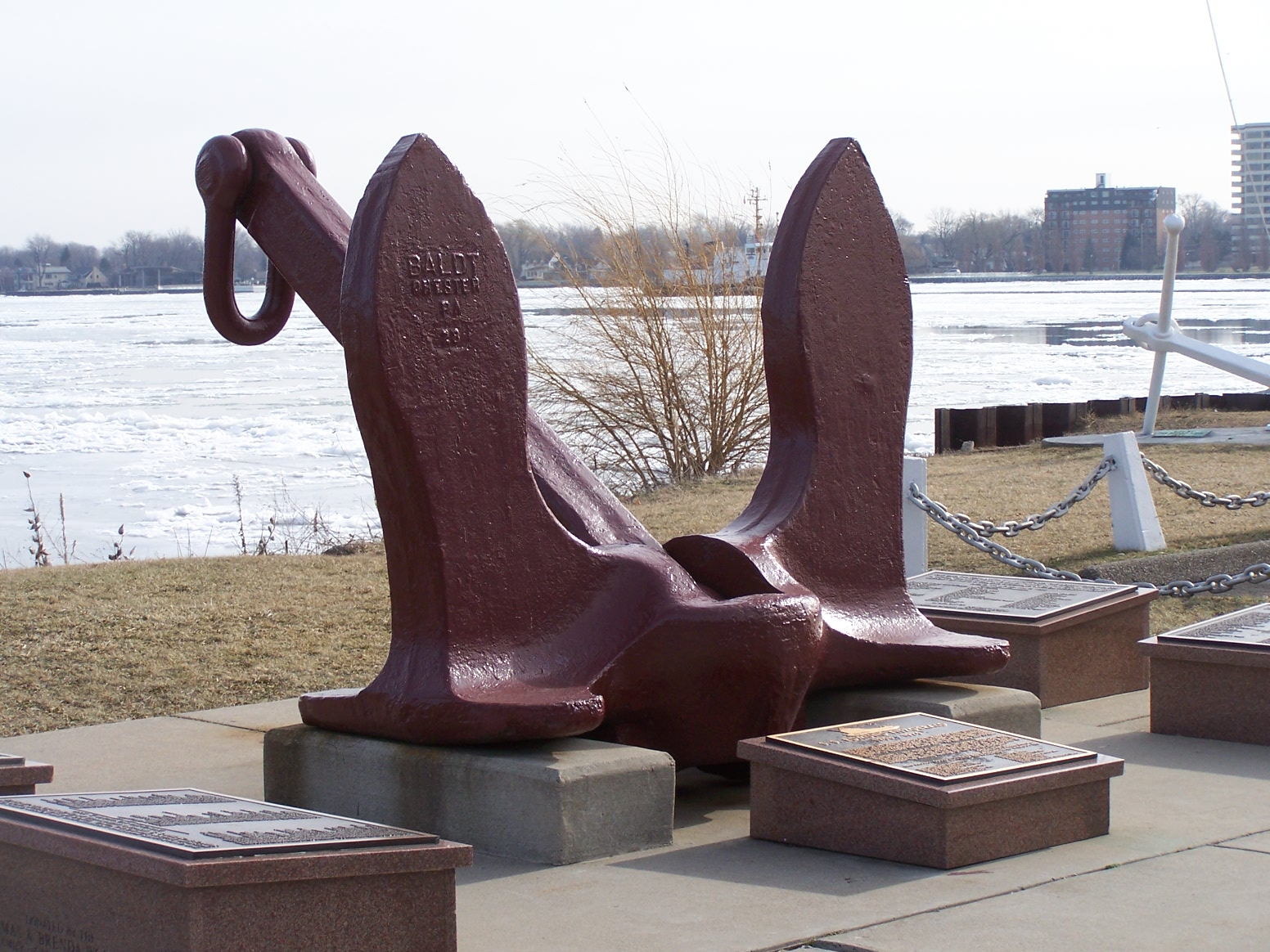
Kotwica ze statku SS Edmund Fitzgerald
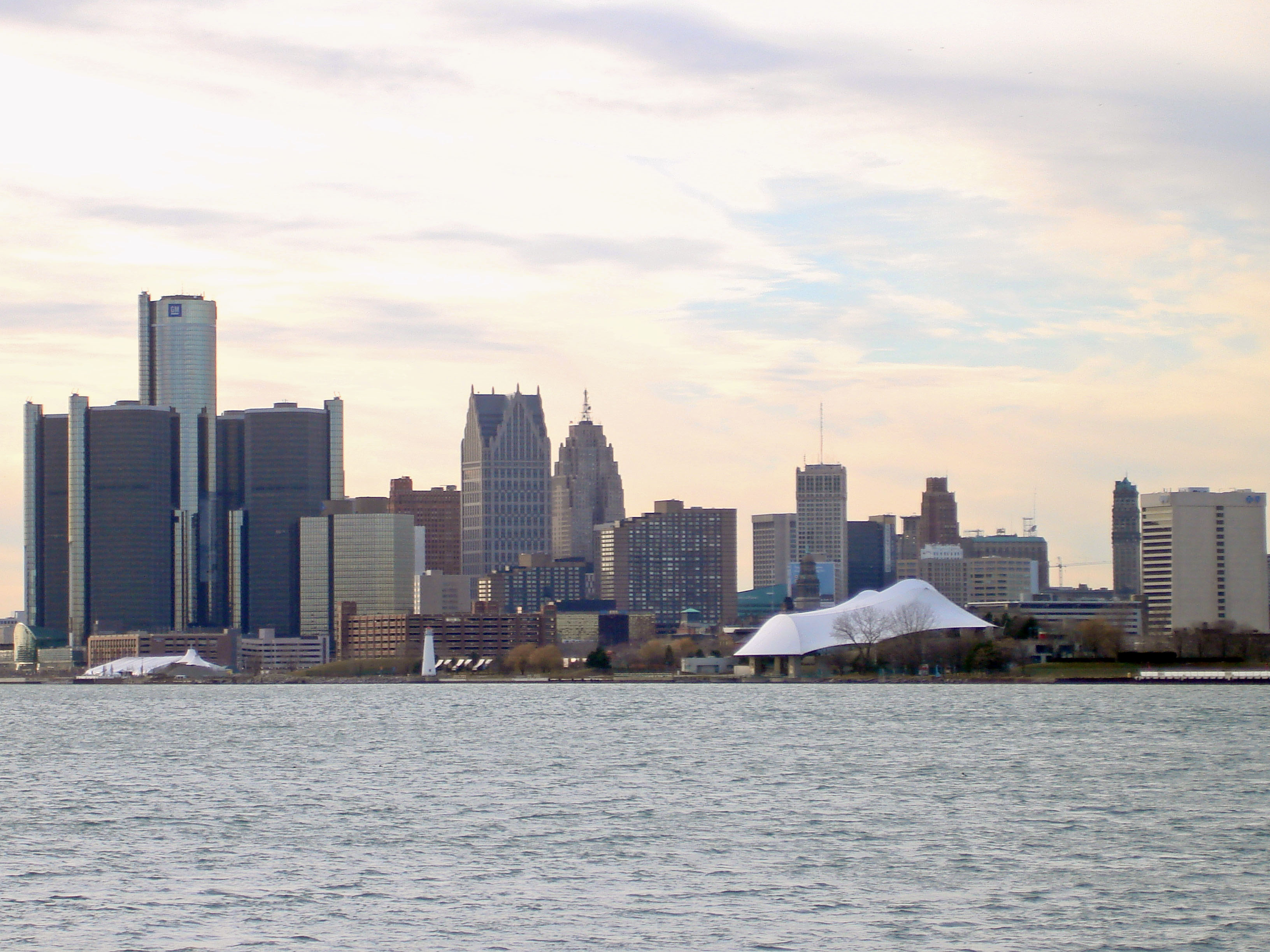
Widok na centrum Detroit z Belle Isle
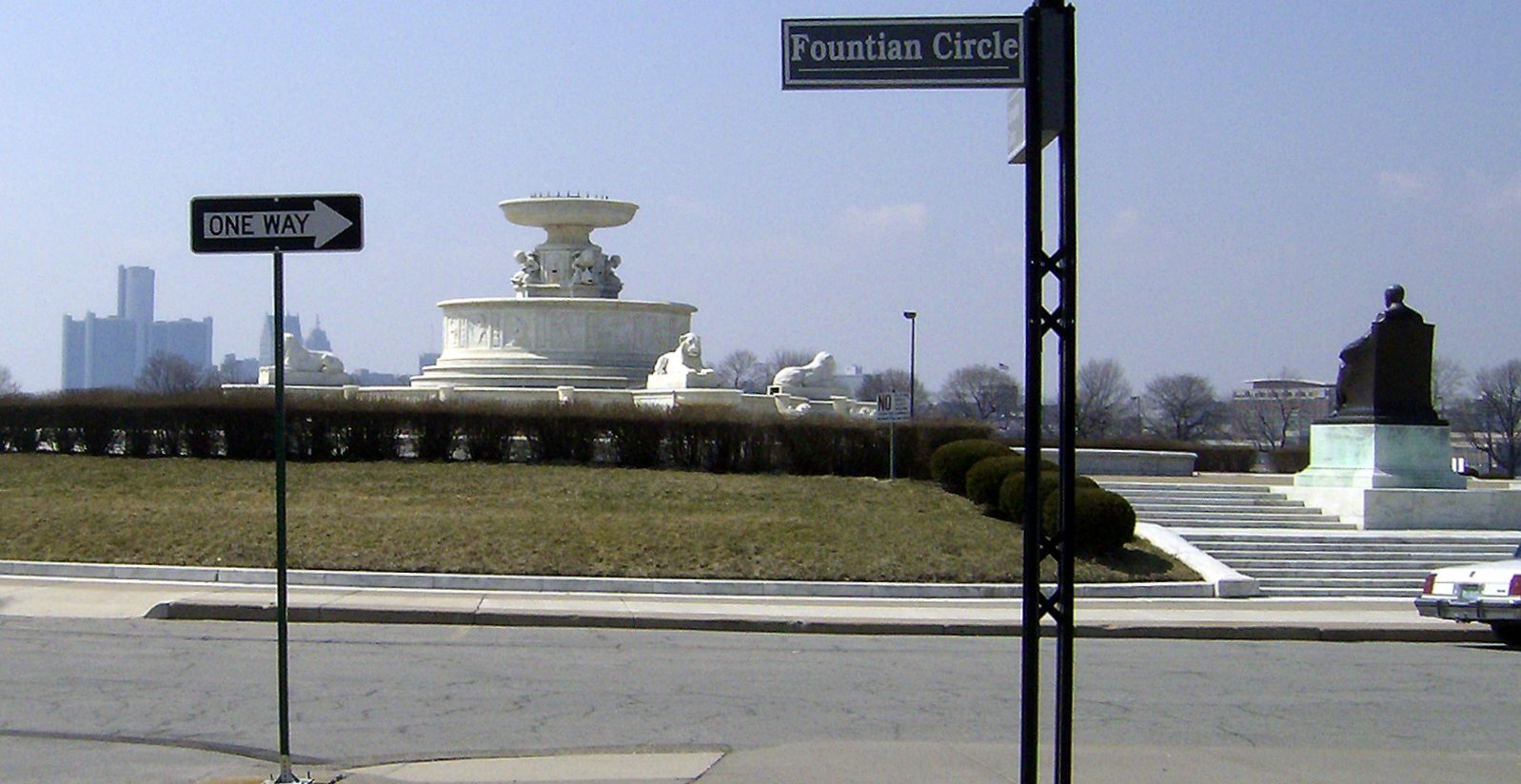
Statua i fontanna Jamesa Scotta
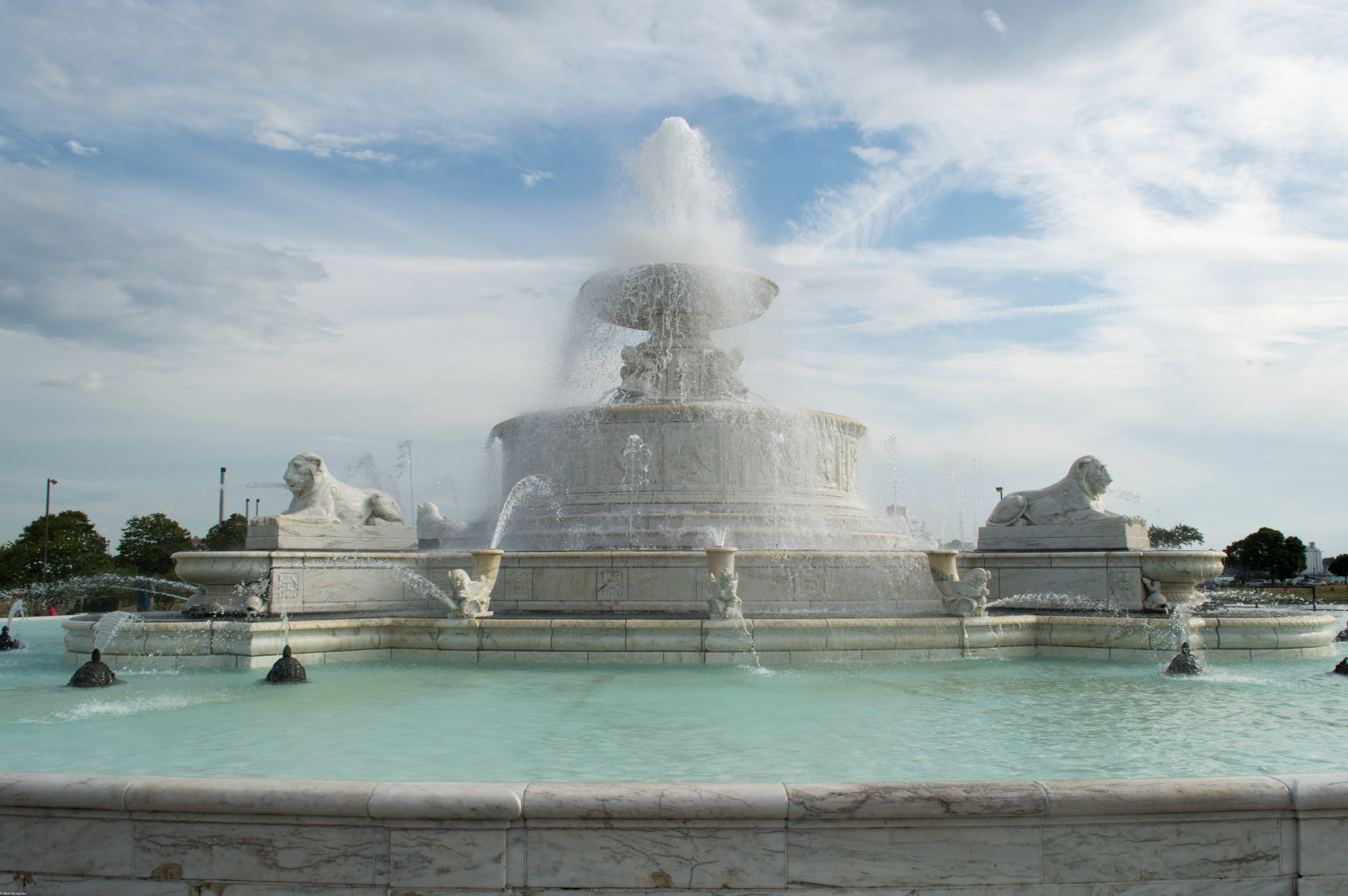
Fontanna poświęcona pamięci Jamesa Scotta